# The Rattle Bag
The Rattle Bag ist eine Lyrik-Anthologie, die von dem irischen Dichter und Literaturnobelpreisträger Seamus Heaney und dem englischen Dichter Ted Hughes herausgegeben und 1982 beim Verlag Faber & Faber veröffentlicht wurde.

## Inhalt
Der Lyrik-Sammelband enthält auf rund 450 Seiten eine Auswahl an Lieblingsgedichten der beiden Herausgeber. Diese sind (nach Titel beziehungsweise Gedichtanfang) alphabetisch sortiert. Der überwiegende Teil der Texte stammt von englischsprachigen Schriftstellern wie William Shakespeare, Ezra Pound, William Blake, Lewis Carroll, Thomas Hardy, Elizabeth Bishop, Dylan Thomas, Sylvia Plath, D. H. Lawrence, James Joyce, Robert Frost, W. B. Yeats, Emily Dickinson, Walter de la Mare, T. S. Eliot, Edwin Muir, Sir Walter Ralegh, Allen Ginsberg, Theodore Roethke oder Patrick Kavanagh. Darüber hinaus enthält die Anthologie zahlreiche Texte anonymer Verfasser sowie englische Übersetzungen von deutschen (Christian Morgenstern, Bertolt Brecht), tschechischen (Miroslav Holub), griechischen (Konstantinos Kavafis), ungarischen (Attila József, Sándor Weöres, János Pilinszky, Ferenc Juhász), polnischen (Zbigniew Herbert), russischen (Andrei Andrejewitsch Wosnessenski, Nikolai Alexejewitsch Sabolozki), serbokroatischen (Vasko Popa), spanischen (César Vallejo, Pablo Neruda, Federico García Lorca), schwedischen (Tomas Tranströmer) und Yoruba-Gedichten.

## Rezeption
Geraldine Brennan schreibt in ihrer Buchrezension: „The Rattle Bag beinhaltet eine Auswahl an Lieblingsgedichten von zwei der herausragendsten Dichterpersönlichkeiten des späten 20. Jahrhunderts. Was von einer Generation als ultimative Anthologie gefeiert wurde, weiß auch die folgende zu würdigen. […] Die Herausgeber haben damals der ‚Oral Poetry‘ (mündlichen Dichtung) verschiedener Kulturen sowie übersetzten Gedichten viele neue Freunde verschafft und das Verhältnis zur Lyrik von Grund auf neu definiert.“ Melvyn Bragg schreibt in der Times „Ein Muss für alle, die Poesie mögen“ und der Observer meint: „Ein großartiges, umfangreiches und klangvolles Buch“. Alan Brownjohn schreibt im Times Literary Supplement: „Die Methode, die bei der Zusammenstellung und Präsentation (des Inhalts dieses Buches) angewandt wurde, ist sicherlich die aller besten Anthologien … The Rattle Bag setzt einen Standard, den andere Anthologien nur schwer erreichen können.“

## Referenzen
The Rattle Bag ist in dem literarischen Nachschlagewerk 1001 Kinder- und Jugendbücher – Lies uns, bevor Du erwachsen bist! für die Altersstufe 8+ Jahre enthalten.

## Ausgaben
- Seamus Heaney, Ted Hughes (Hrsg.): The Rattle Bag. An Anthology of Poetry. Faber & Faber, London 1982 (englisch).